# معضلة اجتماعية

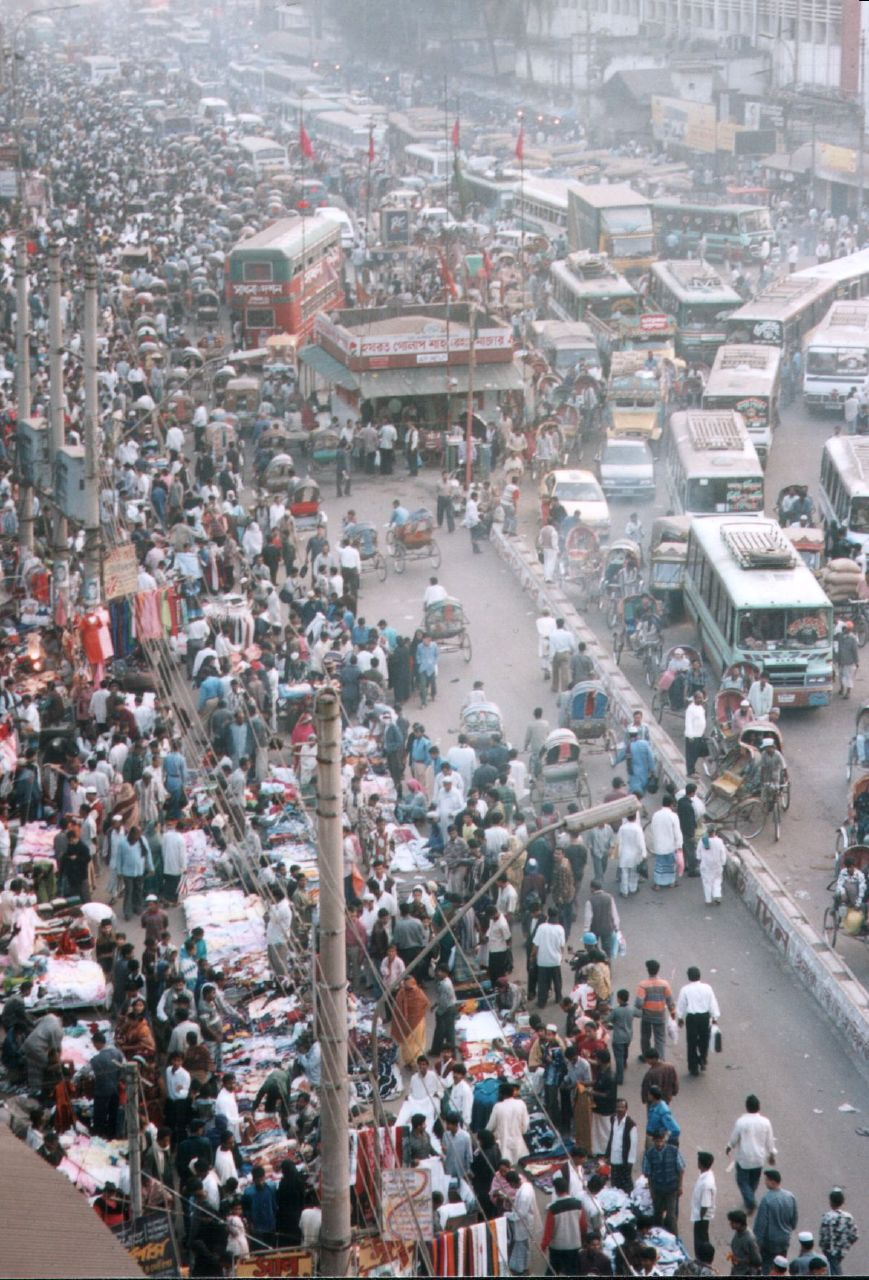
معضلات جماعية.

المعضلات الاجتماعية هي مصطلح في علم الاجتماع وضع للحالات التي تكون فيها المصالح الجماعية هي على خلاف مع المصالح الخاصة. [1] تنشأ هذه الحالات التي يجب فيها إعطاء الأولوية اما لمصالح قصيرة الأجل أو مصالح أنانية أو لمصالح طويلة الأجل لجماعة أو منظمة أو المجتمع. العديد من القضايا الأكثر تحديا، سواء بين الأشخاص أو في داخل المجموعة الواحدة، هي في المعضلات الاجتماعية الأساسية.
الصراعات تنشأ عندما تغلب على دوافع تتعلق مجموعة من الدوافع الفردية. عندما يحدث هذا، فان البعض الآخر يتدخل لإعادة التوازن للفريق.
تتمحور دراسات المعضلات الاجتماعية تاريخيا حول ثلاثة قصص:
- معضلة السجينين.
- معضلة البضاعة العامة.
- معضلة مأساة المشاع.

حيث تصاغ هذه المشكلات على شكل ألعاب تجريبية ( نظرية الألعاب).